# Auaxa lanceolata
Auaxa lanceolata là một loài bướm đêm trong họ Geometridae.